# Kobayashi ga Kawai Sugite Tsurai!!
Kobayashi ga Kawai Sugite Tsurai!! (小林が可愛すぎてツライっ!!) (小林が可愛すぎてツライっ!!), hay So Cute It Hurts!! hoặc là Cuộc gặp gỡ diệu kỳ, là một bộ truyện tranh Nhật Bản được viết và minh hoạ bởi Ikeyamada Go. Nó đã được chuyển thể thành 1 bộ anime, bao gồm bản giới hạn của tập thứ ba của truyện. Truyện kết thúc vào 20 tháng 8 năm 2015. 

## Tình tiết
Câu chuyện xoay quanh hai anh em sinh đôi: Mitsuru và Kobayashi Megumu, người hiện đang theo học các trường trung học nam nữ riêng. Một ngày nọ, họ quyết định đổi vị trí cho nhau mà không biết những điều kì diệu nào đang chờ đợi họ ở phía trước.

## Nhân vật
Megumu Kobayashi (小林 愛 Kobayashi Megumu)/Mego
Cô là một trong những nhân vật chính của truyện. Cô là người em sinh đôi của Mitsuru. Tên của cô vốn được dựa trên Megohime, người vợ của Date Masamune. Cô là một otaku; cô thích Date Masamune rất nhiều. Megumu đã ở trong tình yêu với Aoi trong sự hoán đổi với Mitsuru. Tình yêu của cô dành cho Aoi rất mãnh liệt. Nó đã được chứng minh khi cô hôn vết sẹo ở trên vai của Aoi và chấp nhận anh. Gần cuối truyện, cô cưới Aoi và có một người con gái tên là Ibuki.
Mitsuru Kobayashi (小林 十 Kobayashi Mitsuru)
Được lồng tiếng bởi: ?(OVA), ?(trò chơi)
Mitsuru là một trong những nhân vật chính của truyện. Anh là người anh trai sinh đôi của Mego. Anh rất giỏi kendo và là một trong những nhân vật mạnh nhất trường. Anh đã ở trong tình yêu lần đầu tiên với Shino trong khi anh hoán đổi vị trí với Megumu. Tuy nhiên, tình cảm của anh đã bỏ cuộc trước Shino sau khi anh biết rằng cô ấy đã có bạn trai. Sau đó, anh dần dần ở trong tình yêu với Azusa. Anh đã cầu hôn Azusa sau khi bố của Azusa buộc cô phải kết hôn với người khác. Cuối truyện, anh cưới Azusa.
Aoi Sanada (真田 蒼 Sanada Aoi)
Được lồng tiếng bởi: Daisuke Ono
Aoi là một trong những nhân vật chính của truyện. Anh cũng là một trong những người mạnh nhất trường. Aoi đã gặp Mego khi cô ở trên sân thượng. Anh dần dần say mê Mego trong thời gian cô hoán đổi vị trí với người anh Mitsuru. Vì anh đã không nhận ra rằng Mego đã giả trai, anh đã bối rối về phương hướng tình dục của cả hai. Anh mắc chứng bệnh sợ con gái. Anh có một miếng che mắt ở bên trái. Dưới miếng băng đó, anh có một vết sẹo khủng khiếp trên mắt vì biến cố trong quá khứ. Vì vết sẹo này, nên mẹ anh đã bỏ rơi anh và Shino. Anh rất sợ có ai nhìn thấy vết sẹo này, vì anh nghĩ rằng họ sẽ bỏ rơi anh và Shino. Anh là người anh trai thứ hai của Shino. Gần cuối truyện, anh cưới Mego và đã có một người con gái tên Ibuki. Anh và Shino có một người anh ruột tên Akane, người vô cùng gần gũi với Aoi và là người con trai ruột duy nhất của người mẹ thất lạc của họ.
Shino Takenaka (竹中 紫乃 Takenaka Shino)
Cô là một học sinh ở trường của Mego đang học. Mitsuru đã yêu cô trong thời gian hoán đổi vị trí. Cô cũng là người em gái của Aoi và Azusa. Bố cô là bố của Azusa trong khi mẹ cô là mẹ của Aoi. Cô bị điếc. Cô từng bị bắt nạt bởi Azusa ở trường nhưng khi Mitsuru thay đổi vị trí với Mego, cô bắt đầu mỉm cười nhiều hơn. Cô có một người bạn trai và sau này anh đã cưới cô. Cuối truyện, cô đã tạo ra một cuốn truyện trẻ em cùng với Mego. Cô có một người con gái tên Shiori, người được sinh ra gần cuối truyện. Khi Aoi nói về mẹ của họ, cô ấy nói bà ta không dịu dàng như anh ấy đã tha thứ cho bà.
Azusa Tokugawa (徳川梓 Tokugawa Azusa)
Được lồng tiếng bởi: Azumi Asakura (OVA), Yui Serizawa (trò chơi)
Một học sinh ở trường Mego đang học. Cô là một người mẫu teen và là một người nổi tiếng. Dưới khuôn mặt xinh đẹp của cô, cô có tính cách rất xấu, điều này được thể hiện khi cô thích bắt nạt Shino và những người khác. Cô là người đầu tiên khám phá ra những bí mật của Mitsuru. Cô dần dần yêu Mitsuru. Sau này, cô phát hiện ra rằng cô là chị gái cùng cha khác mẹ với Shino và một trong những lý do cô ghét Shino là do cha yêu mẹ của Shino và Shino hơn cô và mẹ cô. Sau cùng, cô trở thành một cặp với Mitsuru. Cô đã bị buộc phải chuyển đi vì những tin đồn về bố mẹ cô ngày càng gia tăng, nhưng sau đó trở lại. Cuối truyện, cô cưới Mitsuru và có 1 cặp trai gái chưa có tên khá giống song sinh.

## Sự đón nhận của công chúng
Tập 1 đã bán được 117.197 bản từ ngày 13 tháng 1 năm 2013 trên bảng xếp hạng Oricon. Tập 2 đạt vị trí thứ hai trong tuần từ 21 tháng ba - 25 Tháng Ba, 2013 với 100.762 bản. Tập thứ 3 bán được 143,886 bản từ 11 tháng 8,2013. Tập 4 được xếp vị trí thứ 7 trên bảng xếp hạng tuần của 21 tháng 8 tới 1 tháng 9 năm 2013 với 113.820 bản.